# Fusta laminada encreuada

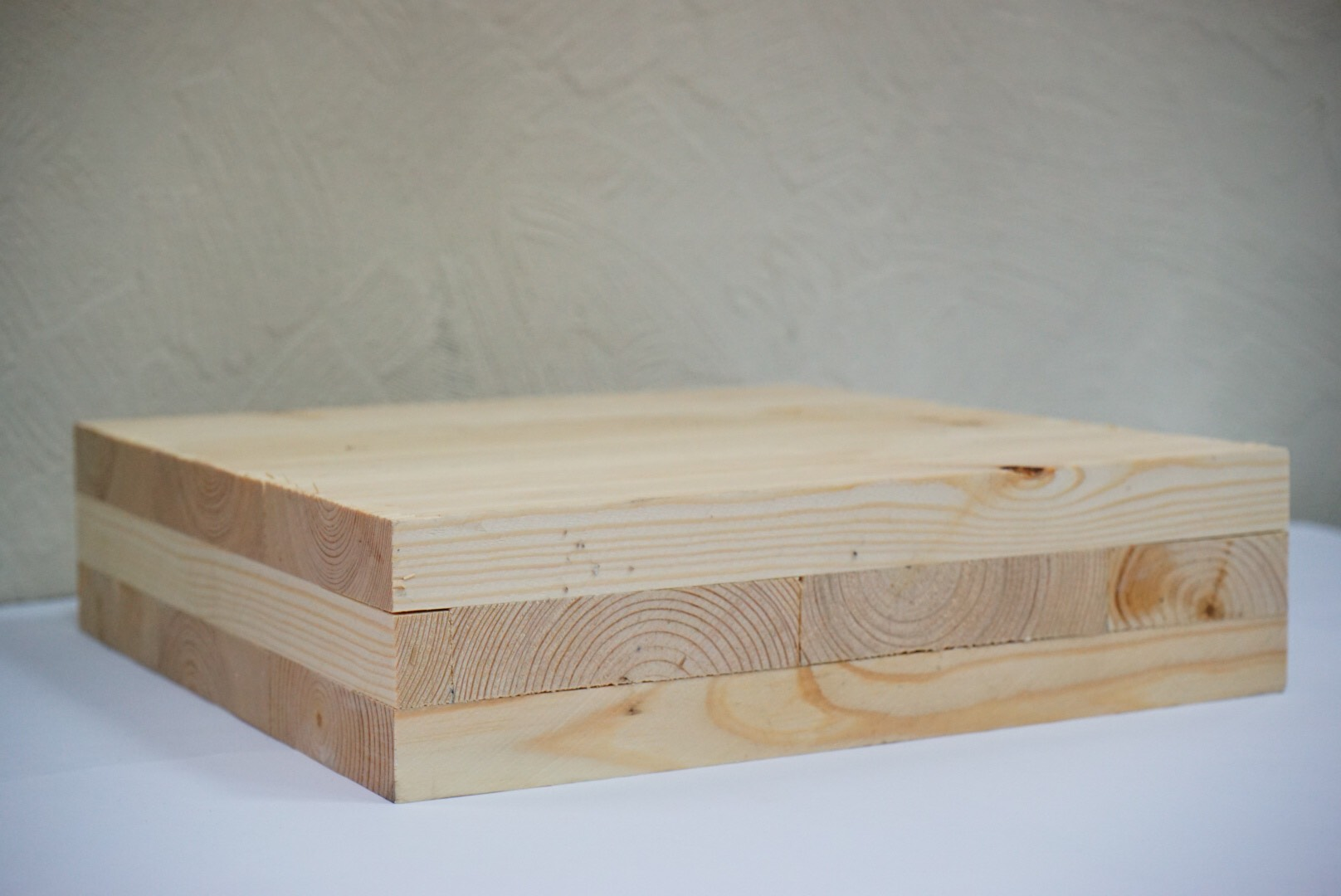
Fusta laminada encreuada de pi

Fusta laminada encreuada (FLX) és un tauler estructural de fusta per a la construcció format per capes de posts o de taulons de fusta massissa disposades en un mateix sentit, que posteriorment se superposen i s'encolen de manera perpendicular aun altre capa de posts.
Se l'ha de distingir d'un costat de la fusta laminada encolada (FLE), utilitzada per fer bigues estructurals que són fetes de taulons paral·lels i d'un altre costat del contraplacat, que té una estructura creuada semblant, però molt més fina, que no té cap funció estructural i només es fa servir per fer mobles o parquets. Fins fa poc la fusta laminada encreuada era feta principalment amb fusta i adhesius derivats del petroli, ara es desenvolupen nous adhesius naturals amb menor impacte ambiental per fer-ne un material de construcció encara més sostenible.